# Capreolus pygargus
Corça-do-oriente(Capreolus pygargus) ou Corça-siberiana, é uma espécie de cervídeo do gênero Capreolus, encontrando no nordeste da Ásia. Ocorre na Sibéria, Mongólia, Cazaquistão, nas montanhas Tian Shan, leste do Tibet, na península da Coréia e na China (Manchúria). Já havia sido introduzido na Inglaterra no início do século XX, mas foi exterminado em 1945.